# Alconeura depressa
Alconeura depressa är en insektsart som först beskrevs av Mcatee 1926.  Alconeura depressa ingår i släktet Alconeura och familjen dvärgstritar. Inga underarter finns listade i Catalogue of Life.